# آریساکا (فیلم)
آریساکا (به انگلیسی: Arisaka) یک فیلم اکشن، دلهره‌آور و وسترن محصول سال ۲۰۲۱ سینمای فیلیپین به کارگردانی میخائیل رد است. این فیلم برای اولین بار در جشنواره بین‌المللی فیلم توکیو ۲۰۲۱ نمایش داده شد، جایی که کارگردان آن نامزد جایزه بزرگ توکیو شد.

## داستان
داستان پلیس زنی است که برای فرار از کسانی که او را اسیر کرده بودند، باید مسیر راهپیمایی مرگ باتاآن را دوباره برگردد. راهپیمایی مرگ باتاآن انتقال اجباری اسرای جنگی توسط ارتش سلطنتی ژاپن بود. این راهپیمایی پس از ۳ ماه از شکست قوای متفقین در نبرد باتاآن در فیلیپین در طی جنگ جهانی دوم آغاز شد.

## تولید
فیلم‌برداری اصلی این فیلم در سه‌ماهه سوم سال ۲۰۲۰ انجام شد.

## انتشار فیلم
در ابتدا هم قرار بود این فیلم در سال ۲۰۲۱ در فیلیپین منتشر شود. این فیلم در نوامبر ۲۰۲۲ در آمریکای شمالی اکران خواهد شد.

## بازخورد فیلم
الیزابت کر از هالیوود ریپورتر نوشت: «یکی دیگر از زیر ژانرهای انتقام‌جویی دخترانه، اما خوب».